# Mesomele Dysplasie Typ Reinhardt-Pfeiffer
Die Mesomele Dysplasie Typ Reinhardt-Pfeiffer oder Mesomeler Kleinwuchs Typ Reinhardt-Pfeiffer ist eine sehr seltene angeborene Erkrankung mit dysproportioniertem Kleinwuchs und Verkürzung von Ulna und Fibula.
Die Bezeichnung bezieht sich auf die Autoren des Erstbeschriebes aus dem Jahre 1967 unter der  Bezeichnung Ulno-fibulare Dysplasie durch den deutschen Radiologen Kurt Reinhardt (1920-) und den Humangenetiker Rudolf A. Pfeiffer (1931-).

## Verbreitung
Die Häufigkeit ist nicht bekannt, bislang wurden nur wenige Patienten beschrieben. Die Vererbung erfolgt autosomal-dominant.
Mädchen sollen häufiger als Jungen betroffen sein.
Anscheinend besteht eine Assoziation mit mesomeler Dysplasie Typ Langer und mit Dyschondrosteose Léri Weill.

## Ursache
Die Ätiologie ist nicht bekannt.

## Klinische Erscheinungen
Klinische Kriterien dieser zu den Mesomelen Dysplasien gehörenden Skelettdysplasie sind:
- Verkürzung von Ulna und Fibula
- mäßig ausgeprägter mesomeler Kleinwuchs, Erwachsenengrösse 150 – 169 cm
- Verkürzung des Unterarmes mit Ulnarabweichung der Hand und eingeschränkter Supination und Pronation[4]
- Verkürzung des Unterschenkels mit Verkümmung der Fibula nach außen

## Diagnose
Im Röntgenbild finden sich:
- distale Ulnarverkürzung, Luxation des Radiusköpfchens
- mäßige Verkürzung und Verplumpung der Tibia
- proximale Hypoplasie der Fibula

## Differentialdiagnose
Differentialdiagnostisch abzugrenzen sind die Mesomele Dysplasie Typ Langer und die Mesomele Dysplasie Typ Nievergelt, bei welcher die Tiba stärker betroffen ist und zusätzlich Synostosen vorliegen.